# Gran Premio di superbike di Imola 2006
Il Gran Premio di superbike di Imola 2006 è stato l'undicesima prova su dodici del campionato mondiale Superbike 2006, disputato il 1 ottobre sull'Autodromo Enzo e Dino Ferrari, in gara 1 ha visto la vittoria di Alex Barros davanti a James Toseland e Andrew Pitt, la gara 2 è stata vinta da Troy Bayliss che ha preceduto Alex Barros e Yukio Kagayama.
Grazie ai risultati ottenuti, l'australiano Troy Bayliss ha avuto la certezza matematica del suo secondo titolo iridato della categoria, dopo quello ottenuto nel 2001.
La vittoria nella gara valevole per il campionato mondiale Supersport 2006 è stata ottenuta da Sébastien Charpentier, mentre la gara della Superstock 1000 FIM Cup viene vinta da Luca Scassa e quella del campionato Europeo della classe Superstock 600 da Davide Giugliano.
Proprio al termine di questa prova, il belga Xavier Siméon ottiene la certezza di ottenere il titolo continentale della Superstock 600, visto che il vantaggio accumulato non è colmabile dal secondo in classifica, restando solo una prova al termine del campionato.

## Risultati

### Gara 1

#### Arrivati al traguardo[8]
| Pos. | Nº | Pilota              | Squadra                   | Motocicletta     | Giri | Tempo     | Griglia | Punti |
| ---- | -- | ------------------- | ------------------------- | ---------------- | ---- | --------- | ------- | ----- |
| 1º   | 4  | Alex Barros         | Klaffi Honda              | Honda CBR 1000RR | 21   | 39:00.096 | 8º      | 25    |
| 2º   | 52 | James Toseland      | Winston Ten Kate Honda    | Honda CBR 1000RR | 21   | +0:04.351 | 2º      | 20    |
| 3º   | 88 | Andrew Pitt         | Yamaha Motor Italia WSB   | Yamaha YZF R1    | 21   | +0:06.809 | 3º      | 16    |
| 4º   | 41 | Noriyuki Haga       | Yamaha Motor Italia WSB   | Yamaha YZF R1    | 21   | +0:11.179 | 7º      | 13    |
| 5º   | 21 | Troy Bayliss        | Ducati Xerox              | Ducati 999 F06   | 21   | +0:11.537 | 1º      | 11    |
| 6º   | 57 | Lorenzo Lanzi       | Ducati Xerox              | Ducati 999 F06   | 21   | +0:20.974 | 10º     | 10    |
| 7º   | 10 | Fonsi Nieto         | PSG-1 Kawasaki Corse 2    | Kawasaki ZX10R   | 21   | +0:23.055 | 18º     | 9     |
| 8º   | 31 | Karl Muggeridge     | Winston Ten Kate Honda    | Honda CBR 1000RR | 21   | +0:23.747 | 13º     | 8     |
| 9º   | 3  | Norifumi Abe        | Yamaha Motor France-Ipone | Yamaha YZF R1    | 21   | +0:27.289 | 15º     | 7     |
| 10º  | 55 | Régis Laconi        | PSG-1 Kawasaki Corse      | Kawasaki ZX10R   | 21   | +0:29.160 | 14º     | 6     |
| 11º  | 38 | Shin'ichi Nakatomi  | Yamaha Motor France-Ipone | Yamaha YZF R1    | 21   | +0:30.792 | 22º     | 5     |
| 12º  | 9  | Chris Walker        | PSG-1 Kawasaki Corse      | Kawasaki ZX10R   | 21   | +0:32.104 | 19º     | 4     |
| 13º  | 8  | Ivan Clementi       | Team Pedercini            | Ducati 999 RS    | 21   | +0:38.537 | 12º     | 3     |
| 14º  | 44 | Roberto Rolfo       | Ducati SC - Caracchi      | Ducati 999 F05   | 21   | +0:45.410 | 27º     | 2     |
| 15º  | 25 | Joshua Brookes      | Kawasaki Bertocchi        | Kawasaki ZX10R   | 21   | +0:48.494 | 21º     | 1     |
| 16º  | 7  | Pierfrancesco Chili | D.F.X. Treme              | Honda CBR 1000RR | 21   | +0:48.656 | 26º     |       |
| 17º  | 18 | Craig Jones         | Foggy Petronas Racing     | Petronas FP1     | 21   | +1:00.950 | 28º     |       |
| 18º  | 85 | Walter Bartolini    | PN Corse                  | Ducati 999 RS    | 21   | +1:19.707 | 30º     |       |

#### Ritirati
| Nº | Pilota            | Squadra                     | Motocicletta       | Giri | Griglia |
| -- | ----------------- | --------------------------- | ------------------ | ---- | ------- |
| 66 | Norino Brignola   | Team Guandalini             | Ducati 999 RS      | 16   | 24º     |
| 84 | Michel Fabrizio   | D.F.X. Treme                | Honda CBR 1000RR   | 9    | 11º     |
| 1  | Troy Corser       | Alstare Suzuki Corona Extra | Suzuki GSXR1000 K6 | 7    | 4º      |
| 80 | Kurtis Roberts    | Team Pedercini              | Ducati 999 RS      | 6    | 20º     |
| 16 | Sébastien Gimbert | Yamaha Motor France-Ipone   | Yamaha YZF R1      | 4    | 25º     |
| 20 | Marco Borciani    | Sterilgarda - Berik         | Ducati 999 F05     | 4    | 23º     |
| 13 | Vittorio Iannuzzo | Celani Team Suzuki Italia   | Suzuki GSXR1000 K6 | 3    | 16º     |
| 11 | Rubén Xaus        | Sterilgarda - Berik         | Ducati 999 F05     | 2    | 9º      |
| 99 | Steve Martin      | Foggy Petronas Racing       | Petronas FP1       | 2    | 17º     |
| 12 | Ivan Goi          | Emmebi Team                 | Honda CBR 1000RR   | 0    | 29º     |
| 76 | Max Neukirchner   | Alstare Eng. Corona Extra   | Suzuki GSXR1000 K6 | 0    | 6º      |
| 71 | Yukio Kagayama    | Alstare Suzuki Corona Extra | Suzuki GSXR1000 K6 | 0    | 5º      |

### Gara 2

#### Arrivati al traguardo[9]
| Pos. | Nº | Pilota              | Squadra                     | Motocicletta       | Giri | Tempo     | Griglia | Punti |
| ---- | -- | ------------------- | --------------------------- | ------------------ | ---- | --------- | ------- | ----- |
| 1º   | 21 | Troy Bayliss        | Ducati Xerox                | Ducati 999 F06     | 21   | 38:57.069 | 1º      | 25    |
| 2º   | 4  | Alex Barros         | Klaffi Honda                | Honda CBR 1000RR   | 21   | +0:01.413 | 8º      | 20    |
| 3º   | 71 | Yukio Kagayama      | Alstare Suzuki Corona Extra | Suzuki GSXR1000 K6 | 21   | +0:04.355 | 5º      | 16    |
| 4º   | 88 | Andrew Pitt         | Yamaha Motor Italia WSB     | Yamaha YZF R1      | 21   | +0:05.387 | 3º      | 13    |
| 5º   | 52 | James Toseland      | Winston Ten Kate Honda      | Honda CBR 1000RR   | 21   | +0:06.418 | 2º      | 11    |
| 6º   | 41 | Noriyuki Haga       | Yamaha Motor Italia WSB     | Yamaha YZF R1      | 21   | +0:09.615 | 7º      | 10    |
| 7º   | 57 | Lorenzo Lanzi       | Ducati Xerox                | Ducati 999 F06     | 21   | +0:12.429 | 10º     | 9     |
| 8º   | 31 | Karl Muggeridge     | Winston Ten Kate Honda      | Honda CBR 1000RR   | 21   | +0:14.895 | 13º     | 8     |
| 9º   | 1  | Troy Corser         | Alstare Suzuki Corona Extra | Suzuki GSXR1000 K6 | 21   | +0:19.708 | 4º      | 7     |
| 10º  | 55 | Régis Laconi        | PSG-1 Kawasaki Corse        | Kawasaki ZX10R     | 21   | +0:20.577 | 14º     | 6     |
| 11º  | 3  | Norifumi Abe        | Yamaha Motor France-Ipone   | Yamaha YZF R1      | 21   | +0:23.473 | 15º     | 5     |
| 12º  | 38 | Shin'ichi Nakatomi  | Yamaha Motor France-Ipone   | Yamaha YZF R1      | 21   | +0:25.368 | 22º     | 4     |
| 13º  | 10 | Fonsi Nieto         | PSG-1 Kawasaki Corse 2      | Kawasaki ZX10R     | 21   | +0:31.340 | 18º     | 3     |
| 14º  | 9  | Chris Walker        | PSG-1 Kawasaki Corse        | Kawasaki ZX10R     | 21   | +0:32.993 | 19º     | 2     |
| 15º  | 44 | Roberto Rolfo       | Ducati SC - Caracchi        | Ducati 999 F05     | 21   | +0:34.596 | 27º     | 1     |
| 16º  | 99 | Steve Martin        | Foggy Petronas Racing       | Petronas FP1       | 21   | +0:41.830 | 17º     |       |
| 17º  | 25 | Joshua Brookes      | Kawasaki Bertocchi          | Kawasaki ZX10R     | 21   | +0:45.582 | 21º     |       |
| 18º  | 7  | Pierfrancesco Chili | D.F.X. Treme                | Honda CBR 1000RR   | 21   | +1:07.086 | 26º     |       |
| 19º  | 12 | Ivan Goi            | Emmebi Team                 | Honda CBR 1000RR   | 21   | +1:10.984 | 29º     |       |

#### Ritirati
| Nº | Pilota            | Squadra                   | Motocicletta       | Giri | Griglia |
| -- | ----------------- | ------------------------- | ------------------ | ---- | ------- |
| 11 | Rubén Xaus        | Sterilgarda - Berik       | Ducati 999 F05     | 16   | 9º      |
| 76 | Max Neukirchner   | Alstare Eng. Corona Extra | Suzuki GSXR1000 K6 | 12   | 6º      |
| 84 | Michel Fabrizio   | D.F.X. Treme              | Honda CBR 1000RR   | 9    | 11º     |
| 85 | Walter Bartolini  | PN Corse                  | Ducati 999 RS      | 6    | 30º     |
| 16 | Sébastien Gimbert | Yamaha Motor France-Ipone | Yamaha YZF R1      | 6    | 25º     |
| 18 | Craig Jones       | Foggy Petronas Racing     | Petronas FP1       | 6    | 28º     |
| 20 | Marco Borciani    | Sterilgarda - Berik       | Ducati 999 F05     | 5    | 23º     |
| 66 | Norino Brignola   | Team Guandalini           | Ducati 999 RS      | 5    | 24º     |
| 80 | Kurtis Roberts    | Team Pedercini            | Ducati 999 RS      | 4    | 20º     |
| 8  | Ivan Clementi     | Team Pedercini            | Ducati 999 RS      | 3    | 12º     |
| 13 | Vittorio Iannuzzo | Celani Team Suzuki Italia | Suzuki GSXR1000 K6 | 3    | 16º     |

### Supersport

#### Arrivati al traguardo
| Pos. | Nº  | Pilota                | Squadra                     | Motocicletta    | Giri | Tempo     | Griglia | Punti |
| ---- | --- | --------------------- | --------------------------- | --------------- | ---- | --------- | ------- | ----- |
| 1º   | 16  | Sébastien Charpentier | Winston Ten Kate Honda      | Honda CBR 600RR | 21   | 40'07.972 | 1º      | 25    |
| 2º   | 54  | Kenan Sofuoğlu        | Winston Ten Kate Honda      | Honda CBR 600RR | 21   | +0.406    | 2º      | 20    |
| 3º   | 11  | Kevin Curtain         | Yamaha Motor Germany        | Yamaha YZF R6   | 21   | +9.627    | 4º      | 16    |
| 4º   | 45  | Gianluca Vizziello    | Yamaha Team Italia          | Yamaha YZF R6   | 21   | +13.983   | 8º      | 13    |
| 5º   | 37  | William De Angelis    | Intermoto Czech Klaffi      | Honda CBR 600RR | 21   | +14.390   | 7º      | 11    |
| 6º   | 23  | Broc Parkes           | Yamaha Motor Germany        | Yamaha YZF R6   | 21   | +16.870   | 9º      | 10    |
| 7º   | 69  | Gianluca Nannelli     | Manila Grace SC             | Ducati 749 R    | 21   | +18.171   | 5º      | 9     |
| 8º   | 3   | Katsuaki Fujiwara     | Megabike Honda              | Honda CBR 600RR | 21   | +18.534   | 3º      | 8     |
| 9º   | 32  | Yoann Tiberio         | Megabike Honda              | Honda CBR 600RR | 21   | +31.522   | 11º     | 7     |
| 10º  | 55  | Massimo Roccoli       | Yamaha Team Italia          | Yamaha YZF R6   | 21   | +31.561   | 13º     | 6     |
| 11º  | 116 | Johan Stigefelt       | Dark Dog Stiggy Motorsports | Honda CBR 600RR | 21   | +32.047   | 10º     | 5     |
| 12º  | 94  | David Checa           | Yamaha - GMT 94             | Yamaha YZF R6   | 21   | +36.420   | 14º     | 4     |
| 13º  | 77  | Barry Veneman         | Hoegee Suzuki               | Suzuki GSX 600R | 21   | +43.105   | 18º     | 3     |
| 14º  | 72  | Stuart Easton         | Manila Grace SC             | Ducati 749 R    | 21   | +43.674   | 21º     | 2     |
| 15º  | 21  | Chris Peris           | Bikersdays Yamaha Moto 1    | Yamaha YZF R6   | 21   | +47.734   | 12º     | 1     |
| 16º  | 7   | Stéphane Chambon      | Gil Motor Sport             | Kawasaki ZX6RR  | 21   | +52.288   | 17º     |       |
| 17º  | 73  | Christian Zaiser      | LBR Ducati Racing           | Ducati 749 R    | 21   | +56.674   | 15º     |       |
| 18º  | 25  | Tatu Lauslehto        | Dark Dog Stiggy Motorsports | Honda CBR 600RR | 21   | +1'05.815 | 28º     |       |
| 19º  | 9   | Alessio Corradi       | RG Team                     | Yamaha YZF R6   | 21   | +1'06.452 | 32º     |       |
| 20º  | 65  | Joan Lascorz          | CRS Grand Prix              | Honda CBR 600RR | 21   | +1'06.777 | 31º     |       |
| 21º  | 27  | Tom Tunstall          | Hardinge Ice Valley M.      | Honda CBR 600RR | 21   | +1'08.116 | 26º     |       |
| 22º  | 31  | Vesa Kallio           | SLM Racing                  | Yamaha YZF R6   | 21   | +1'14.707 | 30º     |       |
| 23º  | 24  | Stefano Cruciani      | Passione Moto               | Honda CBR 600RR | 21   | +1'17.723 | 22º     |       |
| 24º  | 35  | Jordi Torres          | Speed Moto                  | Yamaha YZF R6   | 21   | +1'17.952 | 33º     |       |
| 25º  | 60  | Vladimir Ivanov       | Vector Racing               | Yamaha YZF R6   | 21   | +1'25.329 | 25º     |       |
| 26º  | 93  | Stephane Duterne      | Tati Team Beaujolais Racing | Yamaha YZF R6   | 21   | +1'56.727 | 34º     |       |

#### Ritirati
| Nº  | Pilota             | Squadra                     | Motocicletta    | Giri | Griglia |
| --- | ------------------ | --------------------------- | --------------- | ---- | ------- |
| 17  | Miguel Praia       | Team Parkalgar              | Honda CBR 600RR | 19   | 29º     |
| 6   | Mauro Sanchini     | Bikersdays Yamaha Moto 1    | Yamaha YZF R6   | 13   | 16º     |
| 22  | Kai Børre Andersen | Hoegee Suzuki               | Suzuki GSX 600R | 9    | 19º     |
| 15  | Andrea Berta       | SLM Racing                  | Yamaha YZF R6   | 9    | 35º     |
| 88  | Julien Enjolras    | Tati Team Beaujolais Racing | Yamaha YZF R6   | 7    | 24º     |
| 8   | Maxime Berger      | Gil Motor Sport             | Kawasaki ZX6RR  | 4    | 20º     |
| 57  | Luka Nedog         | Manila Grace SC             | Ducati 749 R    | 3    | 27º     |
| 18  | Matthieu Lagrive   | Intermoto Czech Klaffi      | Honda CBR 600RR | 1    | 23º     |
| 127 | Robbin Harms       | Stiggy Motorsports          | Honda CBR 600RR | 0    | 6º      |

### Superstock 1000

#### Arrivati al traguardo
| Pos. | Nº  | Pilota               | Squadra                   | Motocicletta       | Giri | Tempo     | Griglia | Punti |
| ---- | --- | -------------------- | ------------------------- | ------------------ | ---- | --------- | ------- | ----- |
| 1º   | 9   | Luca Scassa          | EVR Corse Ormeni Racing   | MV Agusta          | 12   | 23'01.924 | 1º      | 25    |
| 2º   | 26  | Brendan Roberts      | HP Racing                 | Suzuki GSXR1000 K6 | 12   | +2.743    | 3º      | 20    |
| 3º   | 53  | Alessandro Polita    | Celani Suzuki Italia      | Suzuki GSXR1000 K6 | 12   | +3.281    | 7º      | 16    |
| 4º   | 77  | Claudio Corti        | Yamaha Team Italia        | Yamaha YZF R1      | 12   | +3.367    | 4º      | 13    |
| 5º   | 86  | Ayrton Badovini      | Biassono - Unionbike      | MV Agusta          | 12   | +5.682    | 5º      | 11    |
| 6º   | 15  | Matteo Baiocco       | Umbria Bike               | Yamaha YZF R1      | 12   | +8.790    | 6º      | 10    |
| 7º   | 8   | Loic Napoleone       | Celani Suzuki Italia      | Suzuki GSXR1000 K6 | 12   | +12.768   | 9º      | 9     |
| 8º   | 44  | Roberto Lunadei      | 44 Racing                 | Yamaha YZF R1      | 12   | +17.844   | 11º     | 8     |
| 9º   | 99  | Danilo Dell'Omo      | T.C.M. Team Cruciani Moto | Suzuki GSXR1000 K6 | 12   | +18.270   | 10º     | 7     |
| 10º  | 12  | Leonardo Biliotti    | EVR Corse Ormeni Racing   | MV Agusta          | 12   | +18.650   | 12º     | 6     |
| 11º  | 38  | Gilles Boccolini     | PMS Corse                 | Kawasaki ZX 10R    | 12   | +19.192   | 8º      | 5     |
| 12º  | 24  | Marko Jerman         | MD Team Jerman            | Suzuki GSXR1000 K6 | 12   | +19.328   | 13º     | 4     |
| 13º  | 16  | Enrique Rocamora     | RG Team                   | Yamaha YZF R1      | 12   | +20.873   | 14º     | 3     |
| 14º  | 96  | Matěj Smrž           | MS Racing                 | Honda CBR 1000RR   | 12   | +25.488   | 20º     | 2     |
| 15º  | 75  | Arne Tode            | Racing Dirk Van Mol       | Suzuki GSX1000 K6  | 12   | +25.945   | 17º     | 1     |
| 16º  | 32  | Sheridan Morais      | EMS Racing                | Suzuki GSXR1000 K6 | 12   | +29.125   | 16º     |       |
| 17º  | 72  | Freddy Foray         | Yohann Moto Sport         | Suzuki GSX1000 K6  | 12   | +37.881   | 23º     |       |
| 18º  | 90  | Diego Ciavattini     | Team Trasimeno            | Yamaha YZF R1      | 12   | +39.080   | 19º     |       |
| 19º  | 47  | Richard Cooper       | MS Racing                 | Honda CBR 1000RR   | 12   | +39.520   | 21º     |       |
| 20º  | 57  | Ilario Dionisi       | Unionbike GiMotosports    | MV Agusta          | 12   | +41.471   | 2º      |       |
| 21º  | 10  | Giuseppe Natalini    | Lightspeed Kawasaki Supp. | Kawasaki ZX 10R    | 12   | +42.110   | 22º     |       |
| 22º  | 40  | Hervé Gantner        | Azione Corse              | Honda CBR 1000RR   | 12   | +42.902   | 18º     |       |
| 23º  | 35  | Allard Kerkhoven     | Oliveira Suzuki           | Suzuki GSXR1000 K6 | 12   | +55.260   | 29º     |       |
| 24º  | 21  | Leon Bovee           | Piet Geluk Racing         | Suzuki GSXR1000 K6 | 12   | +55.524   | 28º     |       |
| 25º  | 34  | Mark Pollock         | EMS Racing                | Suzuki GSXR1000 K6 | 12   | +1'03.367 | 30º     |       |
| 26º  | 31  | Giuseppe Barone      | TCM Gi.Motor              | Suzuki GSXR1000 K6 | 12   | +1'03.593 | 27º     |       |
| 27º  | 27  | Alessandro Colatosti | PSG-1 Kawasaki Corse      | Kawasaki ZX 10R    | 12   | +1'03.894 | 33º     |       |
| 28º  | 89  | Raphael Chevre       | TKR Suzuki Switzerland    | Suzuki GSXR1000 K6 | 12   | +1'05.396 | 32º     |       |
| 29º  | 84  | Marek Szkopek        | Szkopek Racing            | Kawasaki ZX 10R    | 12   | +1'07.314 | 31º     |       |
| 30º  | 33  | Patrick McDougall    | Beowulf Racing            | Suzuki GSX1000 K6  | 12   | +1'16.743 | 36º     |       |
| 31º  | 58  | Robert Gianfardoni   | PMS Corse                 | Yamaha YZF R1      | 12   | +1'27.199 | 37º     |       |
| 32º  | 121 | William Marconi      | Azione Corse              | Honda CBR 1000RR   | 12   | +1'27.487 | 34º     |       |
| 33º  | 95  | Mashel Al Naimi      | D'Antin MotoGP            | Kawasaki ZX 10R    | 12   | +1'49.612 | 38º     |       |
| 34º  | 71  | Petter Solli         | Solli Racing              | Yamaha YZF R1      | 11   | +1 giro   | 26º     |       |
| 35º  | 55  | Olivier Depoorter    | Autophone Racing          | Yamaha YZF R1      | 11   | +1 giro   | 25º     |       |

#### Ritirati
| Nº | Pilota             | Squadra        | Motocicletta       | Giri | Griglia |
| -- | ------------------ | -------------- | ------------------ | ---- | ------- |
| 5  | Riccardo Chiarello | Berry Racing   | Kawasaki ZX 10R    | 11   | 15º     |
| 73 | Simone Saltarelli  | Team Trasimeno | Yamaha YZF R1      | 9    | 24º     |
| 18 | Eric van Bael      | SRC Racing     | Suzuki GSXR1000 K6 | 4    | 35º     |

### Superstock 600

#### Arrivati al traguardo
| Pos. | Nº | Pilota                  | Squadra                     | Motocicletta    | Giri | Tempo     | Griglia | Punti |
| ---- | -- | ----------------------- | --------------------------- | --------------- | ---- | --------- | ------- | ----- |
| 1º   | 10 | Davide Giugliano        | Lightspeed Kawasaki Supp.   | Kawasaki ZX6RR  | 9    | 17'56.316 | 2º      | 25    |
| 2º   | 19 | Xavier Siméon           | Alstare Suzuki Corona Extra | Suzuki GSX 600R | 9    | +1.731    | 1º      | 20    |
| 3º   | 74 | Sylvain Barrier         | Moto 1                      | Yamaha YZF R6   | 9    | +11.226   | 6º      | 16    |
| 4º   | 40 | Michele Magnoni         | Bevilacqua Corse            | Yamaha YZF R6   | 9    | +13.497   | 8º      | 13    |
| 5º   | 99 | Roy Ten Napel           | Lian Products Racing        | Yamaha YZF R6   | 9    | +14.932   | 4º      | 11    |
| 6º   | 24 | Daniele Beretta         | DBG Racing                  | Suzuki GSX 600R | 9    | +18.988   | 10º     | 10    |
| 7º   | 49 | Davide Bastianelli      | RG Team                     | Yamaha YZF R6   | 9    | +19.217   | 7º      | 9     |
| 8º   | 37 | Andrzej Chmielewski     | Trasimeno Junior            | Yamaha YZF R6   | 9    | +25.901   | 17º     | 8     |
| 9º   | 89 | Domenico Colucci        | Ducati Xerox Junior         | Ducati 749 R    | 9    | +26.034   | 11º     | 7     |
| 10º  | 75 | Dennis Sigloch          | Millet Racing Yamaha 2      | Yamaha YZF R6   | 9    | +26.376   | 16º     | 6     |
| 11º  | 41 | Gregory Junod           | TKR Suzuki Switzerland      | Suzuki GSX 600R | 9    | +26.665   | 18º     | 5     |
| 12º  | 88 | Mads Odin Hodt          | Hodt As Racing              | Yamaha YZF R6   | 9    | +27.242   | 15º     | 4     |
| 13º  | 84 | Bostjan Pintar          | Inotherm Racing             | Yamaha YZF R6   | 9    | +27.270   | 12º     | 3     |
| 14º  | 18 | Matt Bond               | Mist Suzuki                 | Suzuki GSX 600R | 9    | +32.046   | 21º     | 2     |
| 15º  | 77 | Barry Burrell           | MS Racing                   | Honda CBR 600RR | 9    | +32.794   | 19º     | 1     |
| 16º  | 30 | Michaël Savary          | Millet Racing Yamaha J.     | Yamaha YZF R6   | 9    | +32.915   | 14º     |       |
| 17º  | 31 | Lennart van Houwelingen | Some Racing                 | Suzuki GSX 600R | 9    | +34.250   | 22º     |       |
| 18º  | 21 | Franck Millet           | Millet Racing Yamaha J.     | Yamaha YZF R6   | 9    | +34.865   | 25º     |       |
| 19º  | 34 | Alexander Lundh         | Stiggy Motorsports          | Honda CBR 600RR | 9    | +36.607   | 30º     |       |
| 20º  | 47 | Eddi La Marra           | Team Trasimeno              | Yamaha YZF R6   | 9    | +38.190   | 13º     |       |
| 21º  | 55 | Vincent Lonbois         | SRC Racing                  | Suzuki GSX 600R | 9    | +40.855   | 29º     |       |
| 22º  | 16 | Chris Northover         | Mist Suzuki                 | Suzuki GSX 600R | 9    | +41.024   | 32º     |       |
| 23º  | 25 | Patrik Vostarek         | Intermoto Czech Klaffi      | Honda CBR 600RR | 9    | +41.717   | 27º     |       |
| 24º  | 45 | Daniele Rossi           | PSG-1 Kawasaki Corse J.     | Kawasaki ZX6RR  | 9    | +43.633   | 20º     |       |
| 25º  | 56 | Daniel Sutter           | Peko Racing                 | Honda CBR 600RR | 9    | +45.147   | 31º     |       |
| 26º  | 58 | Gabriel Berclaz         | Berclaz Racing              | Yamaha YZF R6   | 9    | +47.253   | 24º     |       |
| 27º  | 46 | Leon Hunt               | Beowulf Motorsport          | Yamaha YZF R6   | 9    | +54.857   | 33º     |       |
| 28º  | 71 | Ricky Parker            | Berry Racing                | Kawasaki ZX6RR  | 9    | +58.537   | 34º     |       |
| 29º  | 28 | Yannick Guerra          | Holiday Gym                 | Yamaha YZF R6   | 9    | +1'03.926 | 35º     |       |
| 30º  | 12 | Davide Caldart          | PSG-1 Kawasaki Corse J.     | Kawasaki ZX6RR  | 9    | +1'37.078 | 36º     |       |

#### Ritirati
| Nº | Pilota            | Squadra                  | Motocicletta    | Giri | Griglia |
| -- | ----------------- | ------------------------ | --------------- | ---- | ------- |
| 26 | Will Gruy         | Trasimeno Junior         | Yamaha YZF R6   | 8    | 23º     |
| 36 | Jarno Colosio     | Colosio Racing           | Suzuki GSX 600R | 5    | 28º     |
| 8  | Andrea Antonelli  | Junior Team Italia Honda | Honda CBR 600RR | 4    | 3º      |
| 7  | Renato Costantini | Junior Team Italia Honda | Honda CBR 600RR | 3    | 9º      |
| 69 | Ondřej Ježek      | Gold Fren Team Erinac    | Kawasaki ZX6RR  | 3    | 5º      |
| 15 | Kevin Galdes      | Conti Racing Team Italia | Kawasaki ZX6RR  | 3    | 26º     |